# Collegio di Clwyd West
Clwyd West è stato un collegio elettorale gallese rappresentato alla Camera dei comuni del Parlamento del Regno Unito. Eleggeva un membro del parlamento con il sistema maggioritario a turno unico; il collegio è stato abolito in occasione della revisione periodica del 2024.

## Estensione
A seguito della quinta revisione periodica dei collegi di Westminster, il collegio di Clwyd West è stato costituito dai seguenti ward elettorali:
- dal distretto di contea di Conwy: Abergele Pensarn,  Betws yn Rhos, Colwyn, Eirias, Gele, Glyn, Kinmel Bay, Llanddulas, Llandrillo yn Rhos, Llanfair Talhaiarn, Llangernyw, Llansannan, Llysfaen, Mochdre, Pentre Mawr, Rhiw, Towyn, Uwchaled
- dalla contea di Denbighshire: Efenechtyd, Llanarmon-yn-Ial/Llandegla, Llanbedr Dyffryn Clwyd/Llangynhafal, Llanfair Dyffryn Clwyd/Gwyddelwern, Llanrhaeadr-yng-Nghinmeirch, Ruthin.

## Membri del parlamento
| Elezione | Elezione | Deputato         | Partito          |
| -------- | -------- | ---------------- | ---------------- |
|          | 1997     | Gareth Thomas    | Laburista        |
|          | 2005     | David Jones      | Conservatore     |
|          | 2024     | Collegio abolito | Collegio abolito |

## Elezioni

### Elezioni negli anni 2010
| Partito                    | Partito                                   | Candidato                  | Risultati 12 dicembre 2019 | Risultati 12 dicembre 2019 |
| Partito                    | Partito                                   | Candidato                  | Voti                       | %                          |
| -------------------------- | ----------------------------------------- | -------------------------- | -------------------------- | -------------------------- |
|                            | Conservatore                              | David Jones                | 20 403                     | 50,75                      |
|                            | Laburista                                 | Joanne Thomas              | 13 656                     | 33,97                      |
|                            | Plaid Cymru                               | Elfed Williams             | 3 907                      | 9,72                       |
|                            | Lib Dem                                   | David Wilkins              | 2 237                      | 5,56                       |
|                            |                                           |                            |                            |                            |
| Iscritti                   | Iscritti                                  | Iscritti                   | 57 714                     | 100,00                     |
| ↳ Votanti (% su iscritti)  | ↳ Votanti (% su iscritti)                 | ↳ Votanti (% su iscritti)  | 40 203                     | 69,66                      |
| ↳ Astenuti (% su iscritti) | ↳ Astenuti (% su iscritti)                | ↳ Astenuti (% su iscritti) | 17 511                     | 30,34                      |
|                            |                                           |                            |                            |                            |
|                            | Esito: collegio confermato a Conservatore |                            |                            |                            |

| Partito                    | Partito                                   | Candidato                  | Risultati 8 giugno 2017 | Risultati 8 giugno 2017 |
| Partito                    | Partito                                   | Candidato                  | Voti                    | %                       |
| -------------------------- | ----------------------------------------- | -------------------------- | ----------------------- | ----------------------- |
|                            | Conservatore                              | David Jones                | 19 541                  | 48,07                   |
|                            | Laburista                                 | Gareth Thomas              | 16 104                  | 39,61                   |
|                            | Plaid Cymru                               | Dilwyn Roberts             | 3 918                   | 9,64                    |
|                            | Lib Dem                                   | Victor Babu                | 1 091                   | 2,68                    |
|                            |                                           |                            |                         |                         |
| Iscritti                   | Iscritti                                  | Iscritti                   | 58 071                  | 100,00                  |
| ↳ Votanti (% su iscritti)  | ↳ Votanti (% su iscritti)                 | ↳ Votanti (% su iscritti)  | 40 654                  | 70,01                   |
| ↳ Astenuti (% su iscritti) | ↳ Astenuti (% su iscritti)                | ↳ Astenuti (% su iscritti) | 17 417                  | 29,99                   |
|                            |                                           |                            |                         |                         |
|                            | Esito: collegio confermato a Conservatore |                            |                         |                         |

| Partito                    | Partito                                   | Candidato                  | Risultati 7 maggio 2015 | Risultati 7 maggio 2015 |
| Partito                    | Partito                                   | Candidato                  | Voti                    | %                       |
| -------------------------- | ----------------------------------------- | -------------------------- | ----------------------- | ----------------------- |
|                            | Conservatore                              | David Jones                | 16 463                  | 43,29                   |
|                            | Laburista                                 | Gareth Thomas              | 9 733                   | 25,59                   |
|                            | UKIP                                      | Warwick Nicholson          | 4 988                   | 13,12                   |
|                            | Plaid Cymru                               | Marc Jones                 | 4 651                   | 12,23                   |
|                            | Lib Dem                                   | Sarah Lesiter-Burgess      | 1 387                   | 3,65                    |
|                            | Laburista Socialista                      | Bob English                | 612                     | 1,61                    |
|                            | Above and Beyond                          | Rory Jepson                | 194                     | 0,51                    |
|                            |                                           |                            |                         |                         |
| Iscritti                   | Iscritti                                  | Iscritti                   | 58 685                  | 100,00                  |
| ↳ Votanti (% su iscritti)  | ↳ Votanti (% su iscritti)                 | ↳ Votanti (% su iscritti)  | 38 028                  | 64,80                   |
| ↳ Astenuti (% su iscritti) | ↳ Astenuti (% su iscritti)                | ↳ Astenuti (% su iscritti) | 20 657                  | 35,20                   |
|                            |                                           |                            |                         |                         |
|                            | Esito: collegio confermato a Conservatore |                            |                         |                         |

| Partito                    | Partito                                   | Candidato                  | Risultati 6 maggio 2010 | Risultati 6 maggio 2010 |
| Partito                    | Partito                                   | Candidato                  | Voti                    | %                       |
| -------------------------- | ----------------------------------------- | -------------------------- | ----------------------- | ----------------------- |
|                            | Conservatore                              | David Jones                | 15 833                  | 41,54                   |
|                            | Laburista                                 | Donna Hutton               | 9 414                   | 24,70                   |
|                            | Plaid Cymru                               | Llŷr Huws Gruffydd         | 5 864                   | 15,39                   |
|                            | Lib Dem                                   | Michele Jones              | 5 801                   | 15,22                   |
|                            | UKIP                                      | Warwick Nicholson          | 864                     | 2,27                    |
|                            | Cristiano                                 | Rev Griffiths              | 239                     | 0,63                    |
|                            | Indipendente                              | Joe Blakesley              | 96                      | 0,25                    |
|                            |                                           |                            |                         |                         |
| Iscritti                   | Iscritti                                  | Iscritti                   | 57 919                  | 100,00                  |
| ↳ Votanti (% su iscritti)  | ↳ Votanti (% su iscritti)                 | ↳ Votanti (% su iscritti)  | 38 111                  | 65,80                   |
| ↳ Astenuti (% su iscritti) | ↳ Astenuti (% su iscritti)                | ↳ Astenuti (% su iscritti) | 19 808                  | 34,20                   |
|                            |                                           |                            |                         |                         |
|                            | Esito: collegio confermato a Conservatore |                            |                         |                         |

### Elezioni negli anni 2000
| Partito                    | Partito                                           | Candidato                  | Risultati 5 maggio 2005 | Risultati 5 maggio 2005 |
| Partito                    | Partito                                           | Candidato                  | Voti                    | %                       |
| -------------------------- | ------------------------------------------------- | -------------------------- | ----------------------- | ----------------------- |
|                            | Conservatore                                      | David Jones                | 12 909                  | 36,26                   |
|                            | Laburista                                         | Gareth Thomas              | 12 776                  | 35,88                   |
|                            | Lib Dem                                           | Frank Taylor               | 4 723                   | 13,27                   |
|                            | Plaid Cymru                                       | Eilian Williams            | 3 874                   | 10,88                   |
|                            | UKIP                                              | Warwick Nicholson          | 512                     | 1,44                    |
|                            | Indipendente                                      | Jimmy James                | 507                     | 1,42                    |
|                            | Laburista Socialista                              | Patrick Keenan             | 303                     | 0,85                    |
|                            |                                                   |                            |                         |                         |
| Iscritti                   | Iscritti                                          | Iscritti                   | 56 891                  | 100,00                  |
| ↳ Votanti (% su iscritti)  | ↳ Votanti (% su iscritti)                         | ↳ Votanti (% su iscritti)  | 35 614                  | 62,60                   |
| ↳ Astenuti (% su iscritti) | ↳ Astenuti (% su iscritti)                        | ↳ Astenuti (% su iscritti) | 21 277                  | 37,40                   |
|                            |                                                   |                            |                         |                         |
|                            | Esito: collegio passa da Laburista a Conservatore |                            |                         |                         |

| Partito                    | Partito                                | Candidato                  | Risultati 7 giugno 2001 | Risultati 7 giugno 2001 |
| Partito                    | Partito                                | Candidato                  | Voti                    | %                       |
| -------------------------- | -------------------------------------- | -------------------------- | ----------------------- | ----------------------- |
|                            | Laburista                              | Gareth Thomas              | 13 426                  | 38,80                   |
|                            | Conservatore                           | Jimmy James                | 12 311                  | 35,58                   |
|                            | Plaid Cymru                            | Elfed Williams             | 4 453                   | 12,87                   |
|                            | Lib Dem                                | Robina L. Feeley           | 3 934                   | 11,37                   |
|                            | UKIP                                   | Matthew Guest              | 476                     | 1,38                    |
|                            |                                        |                            |                         |                         |
| Iscritti                   | Iscritti                               | Iscritti                   | 53 978                  | 100,00                  |
| ↳ Votanti (% su iscritti)  | ↳ Votanti (% su iscritti)              | ↳ Votanti (% su iscritti)  | 34 600                  | 64,10                   |
| ↳ Astenuti (% su iscritti) | ↳ Astenuti (% su iscritti)             | ↳ Astenuti (% su iscritti) | 19 378                  | 35,90                   |
|                            |                                        |                            |                         |                         |
|                            | Esito: collegio confermato a Laburista |                            |                         |                         |

## Risultati dei referendum

### Referendum sulla permanenza del Regno Unito nell'Unione europea del 2016
|             | Collegio   | Lasciare UE % | Rimanere in UE % |
| ----------- | ---------- | ------------- | ---------------- |
|             | Clwyd West | 52,5%         | 47,5%            |
| Galles      | 52,5%      | 47,5%         |                  |
| Regno Unito | 51,9%      | 48,1%         |                  |